# Gulong ng Palad
Gulong ng Palad é uma telenovela filipina produzida e exibida pela ABS-CBN, cuja transmissão ocorreu em 2006.

## Elenco
- Kristine Hermosa - Luisa Santos Medel
- TJ Trinidad - Ricardo "Carding" Medel
- Cherie Gil - Philomena "Menang" Medel